# Артродеза
Артродеза је хируршки захват којим се у циљу ортопедског лечења постиже укочење (анкилоза) зглоба. У начелу, ортопедија заједно са физикалном медицином покушава очувати и вратити функцију зглоба, кад год је то могуће. Међутим у неким случајевима када конзервативна терапије не да резултате приступа се фиксацији или укочењу покрета у зглобу.
Након захвата и постоперативног опоравка болесника, треба да прође неколико месеци до годину дана, да би дошло до спајања две суседно спојене кости. Након тога између њих више нема покрета унутар зглоба.

## Индикације
Артродеза, односно укочење зглоба, сматра се данас стандардним оперативним лечењем артрозе зглоба која је праћена боловима и смањеном покретљивошћу упркос провођењу конзервативне терапије.
Захват се најчешће изводи:
- Како би се уклонио бол у оболелом зглобу, који се не успева излечи уобичајеним методама (нпр. лековима против болова)
- Код зглобова који су толико промењени (најчешће упално) да више не могу вршити своју функцију, а није индикована артропластика
- Код особа код којих постоји слабост мишића, а зглоб је здрав (како би се укочењем зглоба вратила делимична функција уда)
- Као захват након неуспелих артропластика великих зглобова (кук, колено)

## Начини укочење зглоба
Од 1879. године, када је први пут описана артродеза горњег ножног зглоба, развијено је до данас више од тридесетак различитих оперативних техника.

### Методе артродезе
Методе укочење зглоба деле се на две велике групе:
Интраартикуларна артродезе
Код интрартикуларне артродезе са зглобних тела се одстранује хрскавица како би кост могла прерасти зглоб, а до потуно окончаног прерастања, зглоб се фиксира помоћу коштаних графтова или металних вијака и плоча.
Екстраартикуларне артродеза
Код екстраартикуларне артродезе користе се коштани графтови који се постављају ван зглобне чауре, и на тај начин се постиже учвршћење зглоба.

### Оперативне технике
Отворена артродеза са унутрашњом фиксацијом
Ова метода артродезе омогућава лечење болесника са узнапредовалом артрозом, без обзира на величину деформитета или коштаног дефекта зглоба. 
Унутрашња фиксација може може извести завртњима, плочом и завртњима или интрамедуларним клином.
 У односу на спољну фиксацију даје боље резултате зарастања и болесници је боље прихватају. Примењује се у свим случајевима, осим код инфективних артритиса или остеопеније, када је индикована спољна фиксација. 
Артроскопска артродеза
Ова метода артродезе први је пут описана 1983. године.9. Развојем артроскопске технике и инструмента њена примена је током времена постала много учесталија. Њена предност је у томе што омогућава припрему зглобних површина нпр. тибије и талуса у две кожне инцизије уз могућност примене спољне или унутрашње фиксације артродезираног зглоба. Оваквим мини инвазивним хируршким захватом не долази до локалног оштећења циркулације и периоста, што утиче на брже зарастање места артродезе. Поред тога, смањен је проценат појаве компликација као што су инфекција, поремећај у зарастању ране, преломи, неуроваскуларне повреде и продужење периода зарастања или развоја псеудартрозе.Предности ове хируршке технике такође се огледају и у мање израженом крварењу, краћем боравку у болници и бржој рехабилитацији болесника.

### Метеријали за артродезу
За укочење (артродезу) користе се;
- коштани трансплант са болесника.
- коштани трансплант са донора,
- метални завртњи и плоче.

Као остеоиндуктивно средство могу се користит грануле које садрже хидроксиапатит и коштани морфогенетски протеини.